# Poets and Madmen
Albums de Savatage
The Wake of Magellan
(1998)
Poets and Madmen est le 11e et dernier album studio du groupe Savatage sorti le 3 avril 2001.

## Liste des titres
Toutes les pistes par Jon Oliva, Paul O' Neill & Chris Caffery, sauf indication.
1. "Stay With Me Awhile"  – 5:06
2. "There in the Silence"  – 4:57
3. "Commissar"  – 5:36
4. "I Seek Power" – 6:03
5. "Drive"  – 3:16
6. "Morphine Child" – 10:12
7. "The Rumor" – 5:16
8. "Man in the Mirror" – 5:55
9. "Surrender" (Oliva/O'Neill) – 6:40
10. "Awaken"  – 3:23
11. "Back to a Reason" (Jon Oliva / Paul O'Neill) – 6:10
12. "Shotgun Innocence" (Jon Oliva / Criss Oliva / Paul O'Neill) - 3:31 (US Bonus Track)

### Édition limitée
- "Jesus Saves" (Live)

## Composition du groupe
- Jon Oliva – Chants & claviers
- Chris Caffery - Guitare rythmique & solo
- Johnny Lee Middleton – Guitare basse
- Jeff Plate – Batterie

### Musiciens additionnel
- Zachary Stevens - Chants sur Jesus Saves (Piste 12 sur la version américaine de l'album)
- Criss Oliva - Guitares (Piste 12 sur la version américaine de l'album)
- Bob Kinkel - Claviers additionnel & chœurs
- Al Pitrelli - Guitare solo additionnel (Invité sur les titres "Stay With Me Awhile", "Commissar", "Morphine Child" & "The Rumor")
- John West - chœurs